# Forma (filosofia)

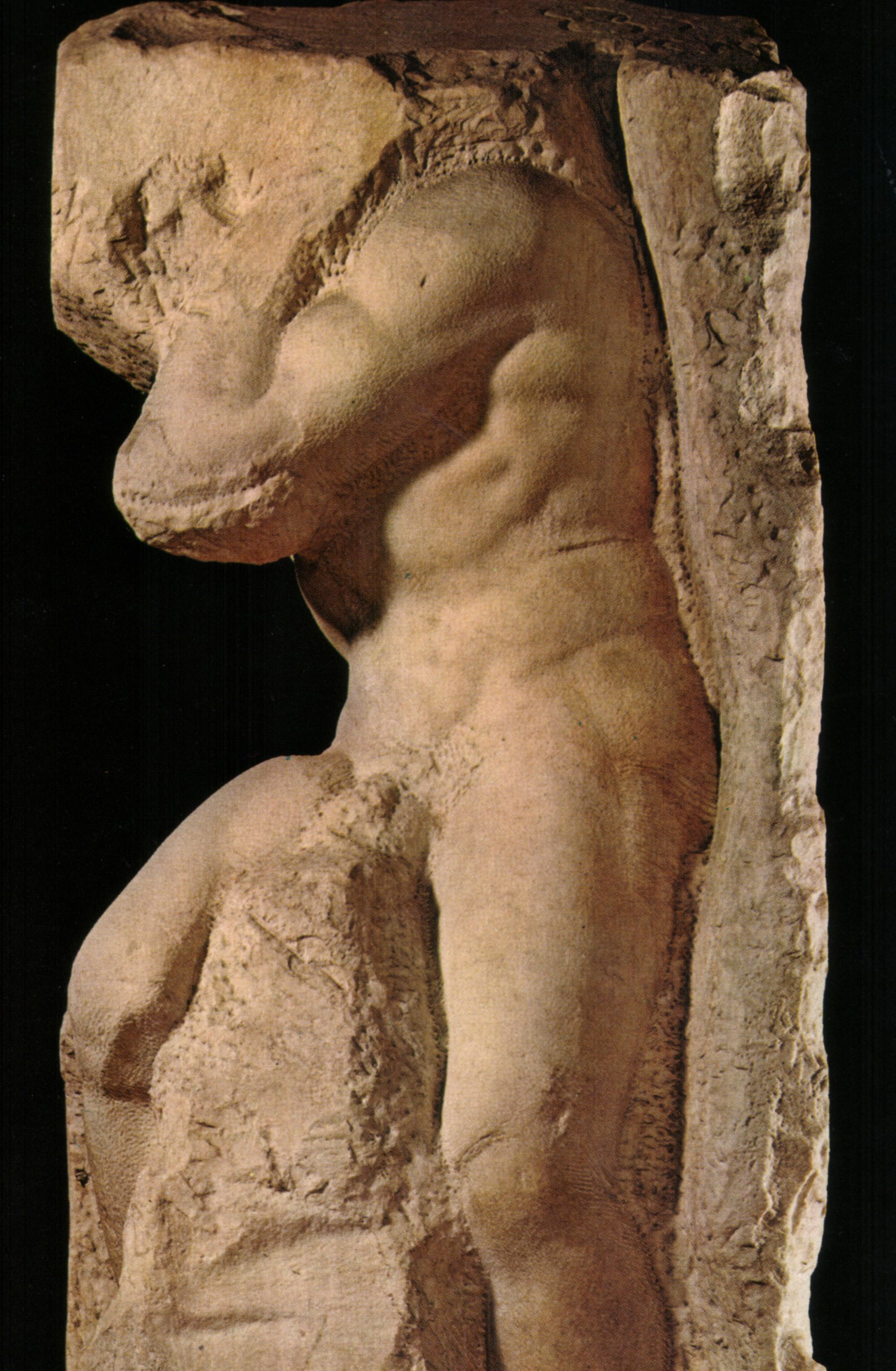
Uno dei Prigioni di Michelangelo, che rende il significato filosofico di una forma racchiusa nella materia indefinita, e che lotta per darle un senso compiuto.

In filosofia il termine forma è solitamente contrapposto a materia o contenuto. Il concetto risale alla filosofia greca antica che usa i termini μορφή (morphé, forma sensibile), σχήμα (skhēma, modo in cui una cosa si presenta), είδος (èidos, forma intelligibile).

## Platone ed Aristotele
Aristotele nel I libro della Metafisica (987b sgg.) attribuisce a Platone, anche se già i pitagorici e gli eleati lo avevano parzialmente preceduto, il primato nell'aver posto il problema della forma parlando di idea e specie, sia intendendola come essenza e causa delle cose materiali sia come ciò che rende intelligibili le cose nel senso che è la presenza dell'idea nella cosa stessa, copia imperfetta dell'essenza ideale, che rende possibile all'intelletto dell'uomo capire che cosa essa sia.

### Materia e forma

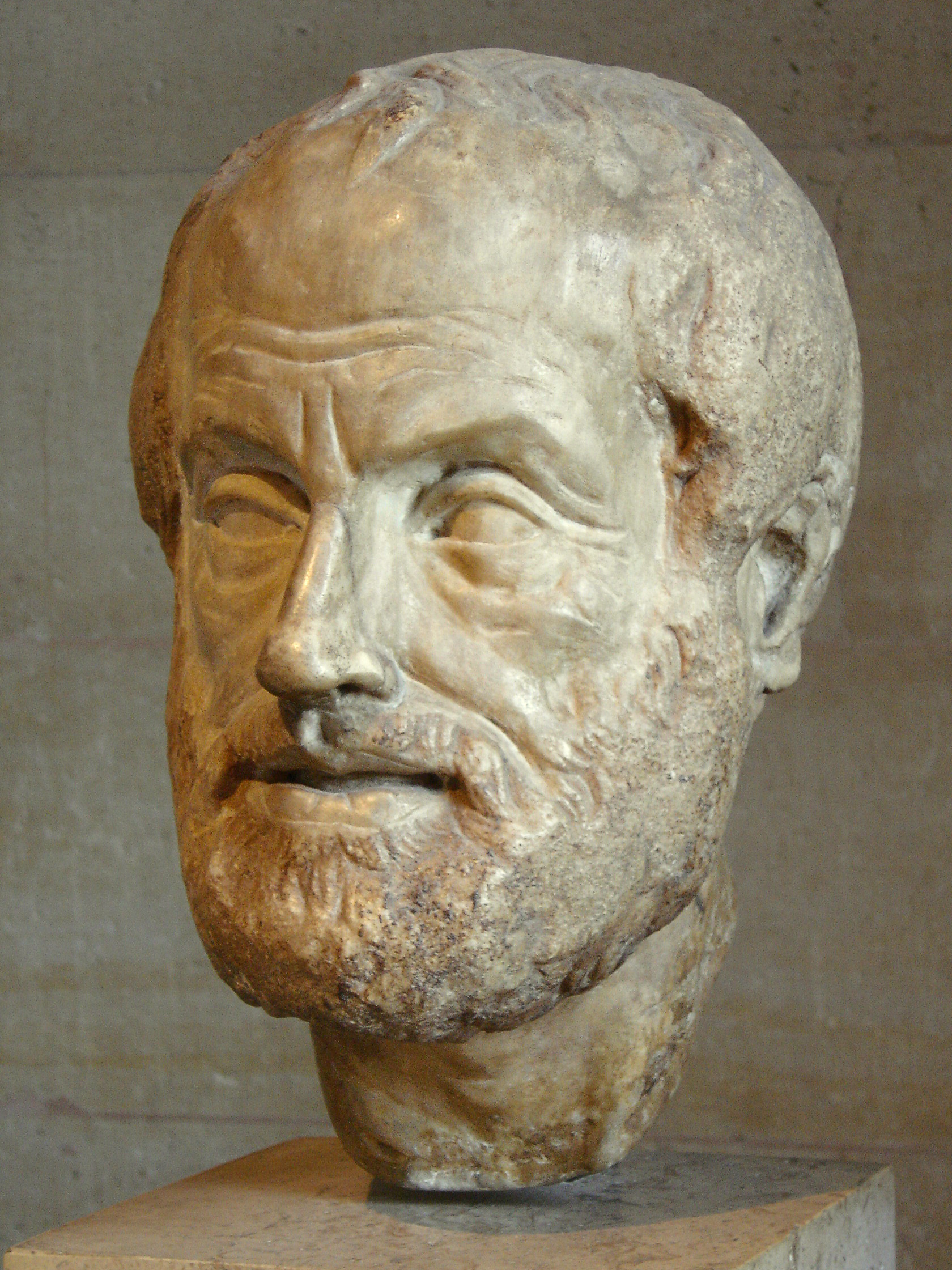
Lisippo: Busto di Aristotele

La concezione platonica, esposta nel dialogo Timeo sulla formazione dell'universo a partire dai due elementi della forma e della materia, viene ripresa e approfondita da Aristotele che se ne serve per la definizione della ousia, cioè della sostanza, concepita come sinolo, unione indissolubile di forma e materia (ilemorfismo).
Aristotele, trattandone nelle opere Fisica, Metafisica, Sull'anima, dissente dai platonici che intendevano il mondo delle idee come separato da quello delle cose. L'individuo reale infatti non può sussistere se la forma ideale non fosse in lui indissolubilmente legata alla materia. Ovunque sia presente una realtà materiale vi è la necessaria presenza di una forma.
La forma però ha una priorità cronologica e ontologica, prima nel tempo e prima come essere rispetto alla materia: essa è infatti sia causa efficiente, quella che rende possibile l'esistenza della sostanza, sia causa finale, esprime il fine che dà senso all'esistenza della cosa stessa. Ma, sostiene Aristotele, la priorità della forma è anche logica perché «di ogni cosa si può parlare in quanto ha una forma e non per il suo aspetto materiale in quanto tale» (Metafisica VII, 1035a).

### Potenza e atto
I due concetti di materia e forma sono riportati in Aristotele a quelli di potenza ed atto. Infatti la materia di per sé esprime solo la possibilità, la potenza, di acquisire una forma in atto nella realtà: perché si realizzi questo passaggio per cui ciò che è possibile diventi reale, occorre che ci sia già una forma in atto, un essere attuato. Il passaggio dalla potenza (materia) all'atto (forma), che costituisce il divenire, è tale da poterlo concepire come senza fine, poiché ogni atto diviene potenza per un atto successivo o meglio, sostiene Aristotele, avrà come termine ultimo un atto che ha realizzato tutte le potenze, tutte le potenzialità materiali e quindi non avrà più in sé alcun elemento materiale (potenza) e sarà allora un atto puro, Dio.
La potenza, (in greco δύναμις = dynamis) che si riferisce alla natura ontologica delle cose, riguarda il problema dell'oggettivo divenire del mondo, cioè la possibilità di realizzazione in atto, insita in un oggetto.
Per Aristotele l'essere in potenza è inferiore all'essere in atto: il primo è da lui designato come materia, il secondo come forma. In seguito tuttavia, con l'avvento della filosofia neoplatonica, che verrà inglobata dalla nuova concezione cristiana dell'essere, la potenza o dynamis subisce un capovolgimento di significato, passando a indicare l'infinita energia spirituale creatrice dell'Uno, nel quale anche l'infinito riceve una connotazione di superiorità rispetto al finito. Secondo il Lloyd si tratterebbe di un concetto di potenza attiva anteriore allo stesso Aristotele e restaurato da Plotino.
La concezione della potenza come potere attivo di sviluppo, anziché pura possibilità logica, permeerà i diversi esponenti della filosofia occidentale che si richiameranno direttamente o indirettamente al neoplatonismo.
L'atto invece, nel latino scolastico actus, traduzione del greco ἐνέργεια (energheia) e ἐντελέχεια (entelekeia), è definibile come l'esistenza dell'oggetto in quanto realizzata (forma, integritas rei); in senso aristotelico si oppone alla potenza che l'atto precede ontologicamente come realizzazione perfetta e come fine. Da ciò deriva il significato di atto come operazione piena di esplicazione dell'esistenza realizzata.

#### Atto puro
Atto puro è l'atto completamente realizzato, senza più potenza (nel senso che non ha bisogno di realizzarsi ulteriormente) né materia. In Aristotele esso è Dio, il motore immobile.
Il concetto è stato ripreso dall'idealismo, in cui l'atto puro è l'Assoluto. Anche qui tuttavia si è assistito ad un mutamento di significato ad opera del neoplatonismo, per il quale l'atto non è più qualcosa di statico ma di dinamico, in quanto dotato di infinita potenza: esso diventa azione.
Nel neoidealismo passa a permeare il pensiero: per Giovanni Gentile atto puro è il «pensiero nel momento stesso che pensa» (attualismo).

## Il pensiero medioevale
La teologia scolastica medioevale si preoccupò innanzitutto di salvaguardare il concetto aristotelico di forma riportandolo alla connotazione dell'anima immortale.
San Tommaso infatti respinge la teoria dei neoplatonici agostiniani che attribuivano all'anima umana e angelica una specie di materia spirituale e ribadisce la purezza della forma sostanziale aristotelica, anche se, egli aggiunge, la materia ha una sua caratteristica particolare, come materia signata di accogliere in sé la forma o l'anima, che è poi pienamente realizzata come attuale solo in Dio, mentre nell'uomo conserva ancora un elemento di potenzialità  e limitatezza (De ente et essentia, capp. V e VI; Summa theologiae, I, 75).
Dio è Atto puro privo di materia e quindi di quella potenzialità e limitatezza che è invece propria della materialità del corpo umano.
L'anima è un'essenza immateriale intellettuale, quindi semplice e incorruttibile, e l'unica forma sostanziale spirituale sussistente (cioè dotata di vita autonoma) del corpo, ordinata a informarlo e configurarlo, e quindi nata non prima del corpo organico.

## La forma kantiana

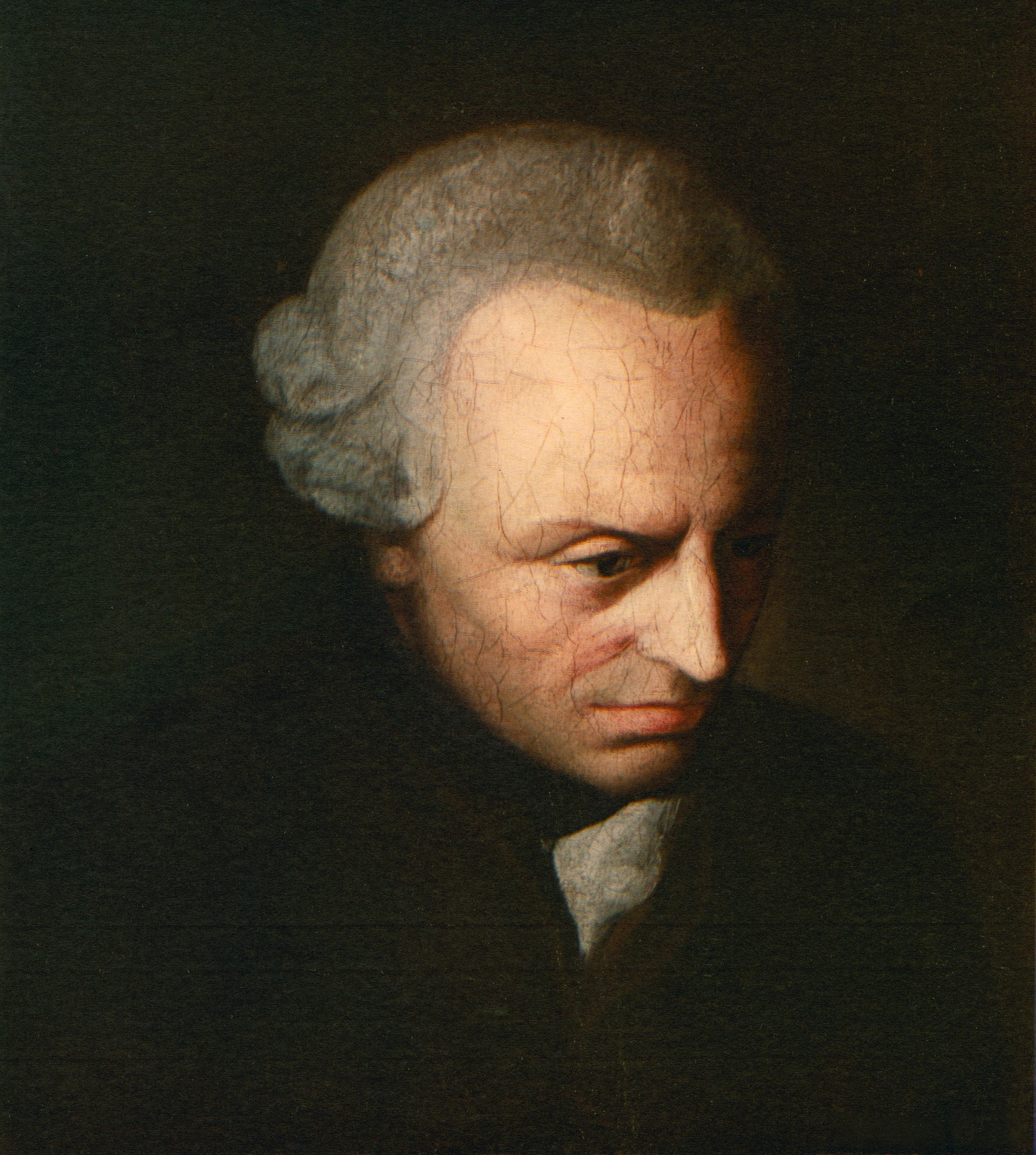
Immanuel Kant

I concetti aristotelici di forma sostanziale e forma finale persero ogni originario significato con l'avvento della scienza moderna e assunsero un valore del tutto diverso nella formulazione kantiana.
Il rapporto materia-forma assume infatti nel pensiero kantiano una funzione gnoseologica-trascendentale per cui nella Critica della ragion pura Kant intende per materia «ciò che corrisponde alla sensazione» e per forma «ciò per cui il molteplice del fenomeno può essere ordinato» secondo le forme pure a priori di spazio e tempo.
La forma è, dunque, una funzione universale di ordinamento spazio-temporale degli oggetti dell'esperienza, non un elemento costitutivo dell’oggetto. La stessa attività formale poi è attribuita alle categorie o concetti puri dell'intelletto (par. 13), a loro volta ordinati dall'attività sintetico formale dell'Io penso (par. 16).
Il carattere formale sarà poi la caratteristica fondamentale della Critica della ragion pratica kantiana, che si propone di indicare non quali comportamenti morali debba concretamente mettere in atto l'uomo, ma come debba atteggiarsi la volontà, quale forma essa debba assumere nel predisporsi a compiere l'azione morale, obbedendo al carattere formale dell'imperativo categorico.

## La forma nel pensiero post-kantiano
Riprendendo in parte le concezioni hegeliane Benedetto Croce parla di forme riferendole all'attività, alla vita dello Spirito che si esplica nei quattro gradi di Estetica, Logica, Economia ed Etica.
Così nel suo saggio Le forme assolute dello Spirito (1909) Giovanni Gentile preferisce indicare come forme assolute quelle di Arte, Religione e Filosofia come fasi dialettiche dell'Io trascendentale inteso come atto puro.
Ancora collegato ad un'impostazione kantiana è la filosofia delle forme simboliche di Ernst Cassirer mentre per Edmund Husserl, ormai lontano dal kantismo, il concetto di forma nella fenomenologia s'inserisce in una filosofia dal carattere rigorosamente scientifico.
Ad un'impostazione fenomenologica si rifà la psicologia della forma o Gestaltpsychologie.

### Ultimi sviluppi
I recenti sviluppi del concetto di forma si possono ritrovare infine in quello di struttura, ad opera dello strutturalismo.
Se il determinismo newtoniano aveva escluso del tutto l'idea di una causalità formale, portando così la maggioranza dei fisici al materialismo, negli ultimi anni si assisterebbe ad un cambio di paradigma, in cui assumono un ruolo centrale i sistemi caotici dissipativi, dove si osserva l'emergere di un ordine strutturale che non sembra derivare dalle condizioni iniziali ma da una sorta di causalità "globale", indipendente dal tempo, che costringerebbe a una revisione della concezione humiano-kantiana di causalità.